# 손예지 (성악가)
손예지는 대한민국의 성악가이다. 2018년 정규 앨범 《With God, with My Soul》로 데뷔했다.

## 학력
- 이화여자대학교 성악과 졸업

## 방송
- 제1회 찬송가 경연대회 (2020) - 은혜상

## 음반
- With God, with My Soul (2018)
- 회복 (2020)